# جوناثان
جوناثان (بالبرتغالية: Jhonatan Luiz da Siqueira‏) هو لاعب كرة قدم برازيلي في مركز حراسة المرمى، ولد في 8 مايو 1991 في São Miguel do Oeste ‏ في البرازيل. لعب مع نادي غواراني.

## وصلات خارجية
- جوناثان على موقع قاعدة بيانات كرة القدم.إي يو (الإنجليزية)
- جوناثان على موقع Soccerway.com (الإنجليزية)